# نانا اوکادا
نانا اوکادا (انگلیسی: Nana Okada؛ زادهٔ ۷ نوامبر ۱۹۹۷) موسیقی‌دان اهل ژاپن است. وی از سال ۲۰۱۲ میلادی تاکنون مشغول فعالیت بوده‌است.